# San Cristanziano
San Cristanziano (Ascoli, 280 – Ascoli, 13 maggio 310) è stato un diacono e martire cristiano romano vissuto nella tarda antichità, tra il III e il IV secolo d.C. Egli è venerato come santo dalla Chiesa cattolica, che gli attribuisce la protezione dei fedeli dalle tempeste e dalla grandine.

## Biografia
Non esiste un'agiografia ufficiale di san Cristanziano e molte informazioni sulla sua vita non sono sicure.
Secondo la tradizione, san Cristanziano nacque ad Ascoli, dove visse gran parte della sua vita. Venne istruito, battezzato e promosso all'ordine diaconale da sant'Emidio che lo tenne sotto la sua protezione. Il nome Cristanziano gli venne attribuito da Emidio per denotarlo come primo e più antico cristiano battezzato. Servì fedelmente sant'Emidio fino al martirio di quest'ultimo.
San Cristanziano fu martirizzato con la decapitazione il 13 maggio dell'anno 310 nella contrada di Ancaria (Ascoli) sotto l'imperatore Massenzio durante la prosecuzione della Persecuzione di Diocleziano. Prima del martirio fu sottoposto a numerose sevizie, inclusa la confittura di schegge di canne sotto le unghie.
("F.A. Marucci al Vescovo di Trivento Giuseppe Pitocco - Ascoli 1758")
Alcune fonti riportano come data di morte il nove maggio 310, giorno in cui fu festeggiato come uno dei santi Patroni della città di Ascoli e la sua Passione veniva onorata con una processione dal Duomo di Ascoli Piceno al Tempio Parrocchiale di San Vittore.
("Paolo Antonio Appiani, Vita di S.Emidio, Vescovo d'Ascoli e Martire p. 148")
Le spoglie si trovano nella cattedrale di sant'Emidio in Ascoli Piceno.

## Culto e festeggiamenti
La festa di san Cristanziano si celebra il 13 maggio in tutti i paesi che lo venerano come santo Patrono.
Nella sua novena si ripete il versetto "libera tutti noi dalle tempeste".
Anticamente san Cristanziano era chiamato in dialetto locale "tatéunǝ" (nonno, inteso in senso patriarcale, ovvero il punto di riferimento della famiglia). La tradizione popolare conserva un detto legato ai giorni che vanno dal 10 al 13 maggio. Tali giorni vengono chiamati rispettivamente "Catàllǝ, catàllittǝ, catàlleunǝ e tatéunǝ" (maestro, piccolo maestro, grande maestro e nonno) a cui sono abbinati i rispettivi santi Nicola, Placido, Emidio e Cristanziano (tutti santi con la mitra). Secondo la tradizione, se piove durante uno di questi giorni continuerà il maltempo fino a san Giovanni (24 giugno).
Nel giorno della sua festa si gusta la prima "mazzarella di ciliegie" che annuncia la stagione dei frutti. In dialetto locale: "quande vojje tateunǝ, arroiva la sctaggéunǝ" ('quando arriva il nonno, arriva la stagione').
Anticamente egli era venerato anche in Lombardia, nella città di Lodi e nel territorio marchigiano. Nel territorio dei Caraceni (o Frentani), che anticamente faceva parte delle terre di Ascoli, si trovava un "nobil tempio" intitolato a sant'Emidio e san Cristanziano..

### Agnone
Nella cittadina di Agnone il culto di san Cristanziano nasce nel XV secolo, portato dai mercanti ascolani che intrattenevano intensi vincoli di artigianato e commercio con la cittadina agnonese.
Il santo è il patrono principale della cittadina di Agnone (i compatroni sono santa Teodora, san Filippo confessore e san Placido martire) e la sua festa viene celebrata il 13 maggio. Durante la sua festa viene celebrata la prima fiera dell'anno, che ha una notevole importanza per i cittadini del centro urbano, i contadini dell'agro e gli abitanti dei paesi vicini.
Nei giorni precedenti la festa i luoghi centrali di Agnone (corso Vittorio Emanuele, piazza Vittoria, via Roma) venivano occupati dai venditori ambulanti che dovevano partecipare alla fiera; questo perché molti provenivano da paesi lontani e volevano assicurarsi la possibilità di posizionare la propria bancarella in un punto centrale, in modo da ottenere una forte vendita.
A causa del diffondersi dei mezzi di trasporto veloci e del calo demografico del paese questa usanza è caduta in disuso.
Nella chiesa di san Marco, per tutta la stagione dei raccolti, si usa esporre la statua di san Cristanziano, dal suo stesso altare, alla venerazione dei fedeli.
("Il cronista delle memorie raccolte da Don Lorenzo Paolantonio p.41")

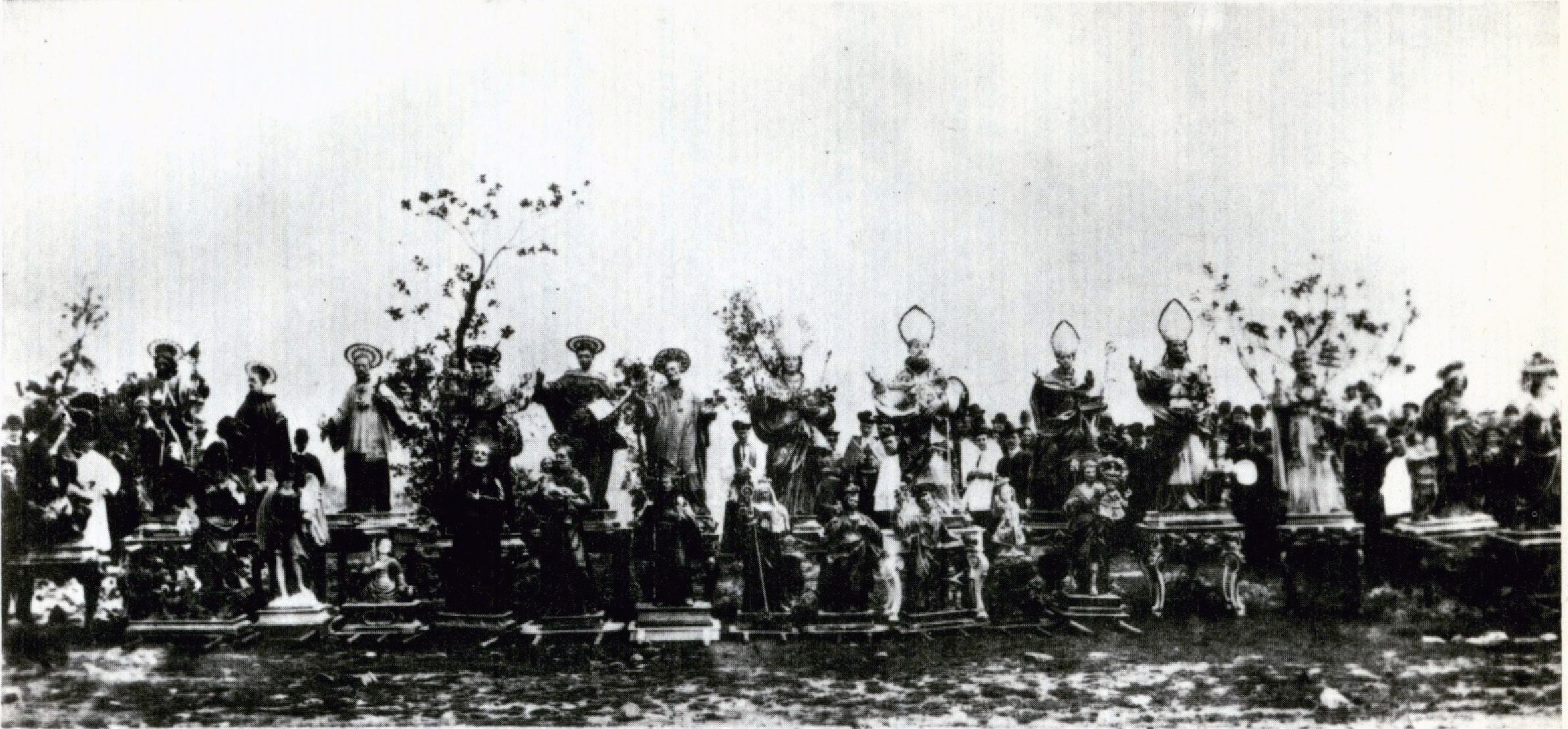
L'antica processione del santo Patrono; la foto è antecedente al 1890 e l'originale è oggi conservato nella chiesa di San Marco

Fino agli inizi del Novecento la festa iniziava già dal novenario di preghiera quando dalle 13 parrocchie di Agnone le statue venivano portate nella chiesa di san Marco dove sostavano lungo le tre navate fino al giorno del festeggiamento. Alle ore 12 dello stesso giorno, dopo la messa tenuta dall'arciprete, partiva la processione che si snodava lungo le vie principali della cittadina e riportava tutte le statue nelle loro parrocchie.
Le statue erano disposte in ordine ascendente, le statue di dimensioni più piccole come san Vito (sandǝ Vetucce) venivano portate dai bambini, fino a giungere alle statue più grandi dei vescovi come san Nicola, san Placido e sant'Emidio che precedevano il clero del luogo allora numerosissimo (il vescovo, circa 20 sacerdoti semplici, i rispettivi parroci e l'arciprete) e la popolazione locale. Tale tradizione è estinta dal 1933.
La processione del 13 maggio si concludeva nella chiesa di Maiella perché secondo la tradizione popolare "san Benedetto doveva salutare la sorella santa Scolastica". Tale tradizione è estinta dalla fine del XX secolo.
Sul piano strettamente religioso il Breve Apostolico di Papa Pio VI (1776) arricchì la festa di san Cristanziano con le maggiori indulgenze per la durata di otto giorni (13-20 maggio).
Un'altra consuetudine, non più in uso, era quella eseguita la sera della vigilia della festa, prima dei Vespri, quando il sindaco portava a deporre ai piedi del santo patrono la chiave della città, che veniva restituita il giorno successivo durante la processione.

### Casalciprano
A causa della scarsità di fonti storiche, non è possibile risalire al momento esatto in cui nella cittadina di Casalciprano è iniziato il culto verso il santo; probabilmente essendo san Cristanziano discepolo prediletto di sant'Emidio (protettore del terremoto), Casalciprano, zona soggetta a terremoti, lo ha eletto suo protettore.
Nel giorno della sua festa vengono benedette delle piccole crocette di canna che vengono distribuite ai fedeli e, una volta conficcate nel terreno dei campi, li difendono dalle avversità atmosferiche.
Ad ogni approssimarsi di temporale gli scongiuri si facevano con la preziosa reliquia, alla porta della chiesa di santa Maria. Questa credenza nasce dal momento del suo martirio, quando una terribile grandinata si abbatté su una contrada, e terminò soltanto per intercessione del santo che, alzando la mano, allontanò il temporale che altrimenti avrebbe devastato le campagne.

### Maltignano
Nella cittadina di Maltignano si svolge il Palio degli Arcieri in onore del patrono. Si tratta di un corteo medievale che coinvolge le varie contrade del paese, 4 partecipanti per contrada, che si sfidano nei sei giochi proposti con il fine di totalizzare il maggior punteggio.

## Arte e monumenti
Nella città di Agnone una statua del santo si trova nella chiesa matrice di San Marco Evangelista. Si tratta di una statua in legno dipinto con intarsi in lamina d'oro dall'altezza di 2,10 metri racchiusa dall'altare in legno policromo dorato del XVII secolo in stile Barocco. Probabilmente l'altare fu realizzato da artisti del luogo.
L'altare possiede delle colonne tortili che reggono la trabeazione superiore, fiancheggiate da due cariatidi che reggono lo stemma araldico della città. Le colonne riportano due stemmi identici, fregiati d'una A (iniziale di Agnone) su fondo verde.
In una pergamena ritrovata nella chiesa di San Marco Evangelista risalente al XV secolo, sotto il titolo di "Altare di san Cristanziano, principale protettore della Città è scritto: "Segue l'altare di San Cristanziano Vescovo e Martire, concesso all'Università di Agnone, la quale a sue spese ha eretto l'altare, il quadro di tela e la statua di legno indorato." L'ultima informazione lascia pensare che non si tratti della statua attuale, bensì di una statua precedente, probabilmente distrutta con l'incendio del 1610.
Si possono notare delle somiglianze con l'altare della Confessione che si trova nella Basilica di San Pietro a Roma dell'artista Gian Lorenzo Bernini. Il pastorale e la mitria lignei che indossa ferialmente sono sostituiti il giorno della festa con insegne in argento. La statua possiede alcuni attributi iconografici come il libro delle Sacre Scritture, la palma del martirio e le chiavi della città a segno di custodia e protezione. Caratteristica è la croce pettorale in filigrana d'argento del tesoro di san Cristanziano che le viene appesa al collo il giorno della festa.
La nicchia in cui si trova la statua può essere nascosta da una tela; questo artifizio permette di proteggere la statua e consente di ottenere un notevole effetto scenico in stile sipario.

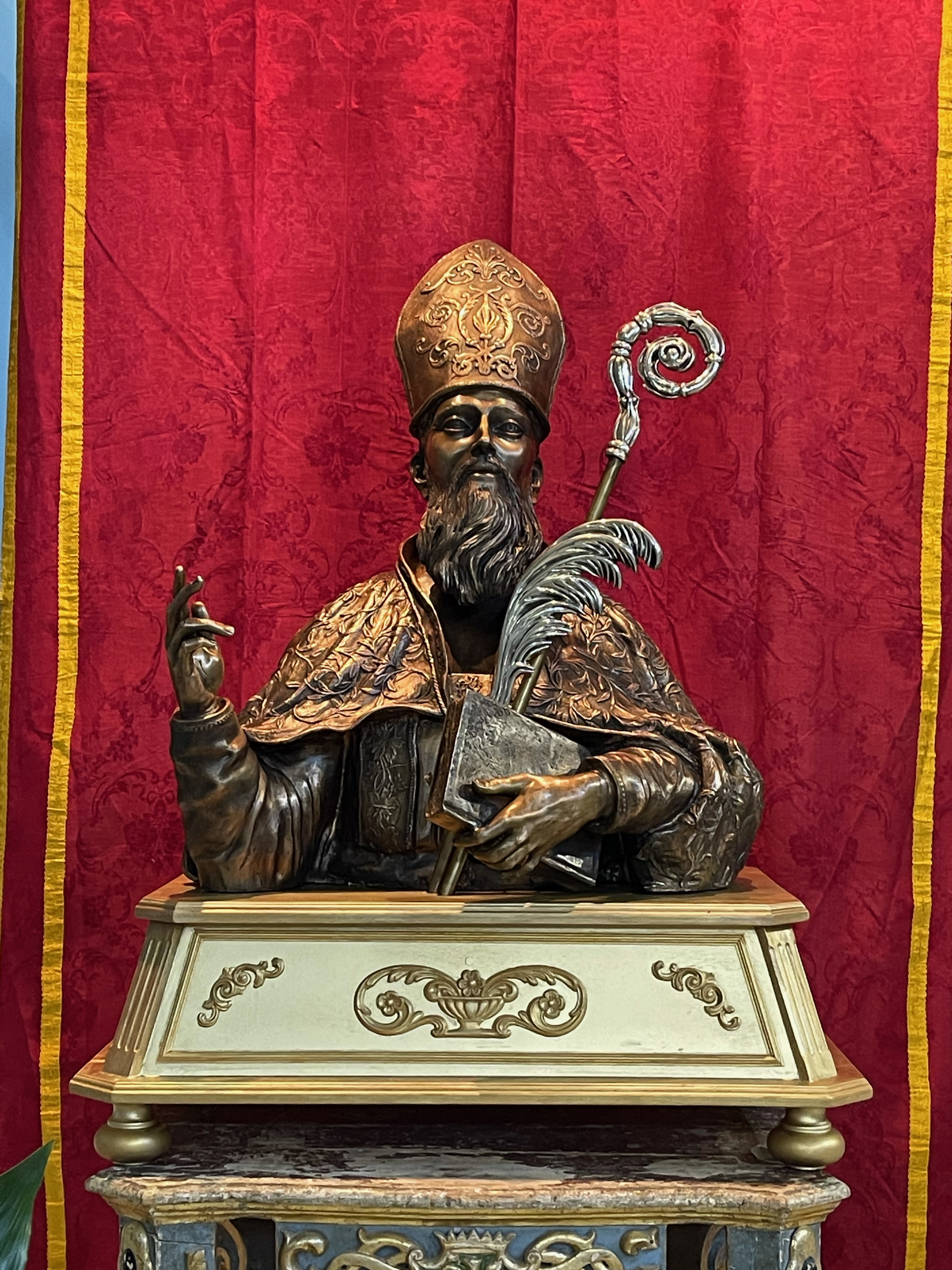
Busto di San Cristanziano realizzato dall'Artista Ettore Marinelli

Nella tela il santo si trova al di sopra di un vasto caseggiato in atto di benedizione, rivestito dei segni pontificali; i lineamenti del volto sono addolciti rispetto a quelli tesi e austeri della statua. Di lato si trovano due angeli: uno legge un libro carico di fiori, l'altro richiama il martirio. Si tratta della rappresentazione di un racconto tradizionale, in cui gli abitanti videro in sogno sul cielo di Agnone questa figura con mitra e barba.
Secondo la tradizione la statua proviene dalla chiesa di San Pietro Celestino (odiernamente Maiella) che conservava tale statua sotto il nome di san Benedetto (padre del monachesimo e fratello di santa Scolastica); tale chiesa era dismessa e in disuso e la statua fu portata nella chiesa di san Marco (dove si trova attualmente) dove venne rindorata e rivestita del piviale rosso in cartapesta e portata alla venerazione sotto il nome di san Cristanziano.
Nell'affresco della cupola della Cattedrale di Ascoli (sec. VIII) sono rappresentati alcuni santi che furono martirizzati nello stesso anno. Al centro vi è la Madonna Assunta in cielo, ai lati troviamo i santi Emidio, Cristanziano, Germano, Euplo, Valentino e Benedetto.
Un'altra immagine di san Cristanziano si ritrova nell'affresco della Chiesa Madre di Lisciano dell'anno 1475.
A Maltignano se ne conserva la reliquia in una preziosa teca d'argento.
Da qualche anno il comitato ‘San Marco’ si è attivato con fede e passione per riaccendere il culto del patrono che stava scemando. Infatti diverse le azioni messe in campo con la distribuzione nelle scuole di un fumetto che presenta il santo ai giovanissimi, alla valorizzazione dell’area antistante la chiesa, all’organizzazione di incontri.
Il 12 maggio 2021 è stato presentato il busto del Santo realizzato dall'Artista Ettore Marinelli, un busto bronzeo che ritrae San Cristanziano giovanile, con la barba, la mitra e altri particolari, realizzato dopo una raccolta di denaro e argento utilizzato principalmente per il pastorale e la palma del martirio. Nei giorni della festa la mitra in bronzo sarà ricoperta da quella autentica, finemente sbalzata in argento dai raffinatissimi orafi locali.
La statua è stata interamente ideata, progettata, disegnata e plasmata in argilla da Ettore Marinelli, rifinita in cera, fusa in bronzo con la tecnica millenaria della ‘cera persa’ e, infine, accuratamente cesellata. Si è preferito riservare l’argento raccolto per gli accessori tralasciando l’iniziale progetto di bagnare interamente il busto perché la copertura vela i particolari e l’espressività del volto. Ora si trova esposto nella chiesa di san Marco di Agnone.